# Браун-Поттер, Кора Эркарт
Кора Эркарт Браун-Поттер (англ. Cora Urquhart Brown-Potter; 15 мая 1857—12 февраля 1936) — американская театральная актриса.

## Биография
Родилась в 1857 году в Новом Орлеане. Была старшей из трёх дочерей Дэвида и Огест (урожд. Слокомб) Эркарт. Её отец был торговцем, а её мать-дочерью продавца.
В 1877 году вышла замуж за финансиста Brown Bros. & Co., Джеймса Брауна Поттера, сына Ховарда Кренстона Поттера. В 1879 году у них родилась дочь Энни.
В 1886 году они посетили Великобританию, где встретились с Принцем Уэльским и были приглашены провести с ним выходные. Джеймс вернулся в Соединённые Штаты, в то время как Кора осталась в Великобритании, где продолжила карьеру актрисы театра. Дебютировала в 1877 году в Королевском театре в Брайтоне, постановке Гражданская война. Позже она начала сотрудничество с Кирлом Харольдом Беллью, когда перешла в нью-йоркский театр «Пятое авеню», сыграв в той же постановке, что и в Англии. В дальнейшем они вместе гастролировали по всему миру в течение десяти лет.
4 июня 1900 года она развелась с Поттером. В 1904 году её бывший муж повторно женился. После развода она продолжала использовать свою замужнюю фамилию в качестве псевдонима.
Её последнее появление в лондонских театрах состоялось в 1912 году. Позже в 1919 году она сделала ещё одно выступление в Гернси. Также ранее она выступала на благотворительном концерте во время Англо-бурской войны.

## Смерть
Скончалась 12 февраля 1936 года в своей вилле в Больё-сюр-Мер, во Франции, в возрасте 78 лет.

## Галерея

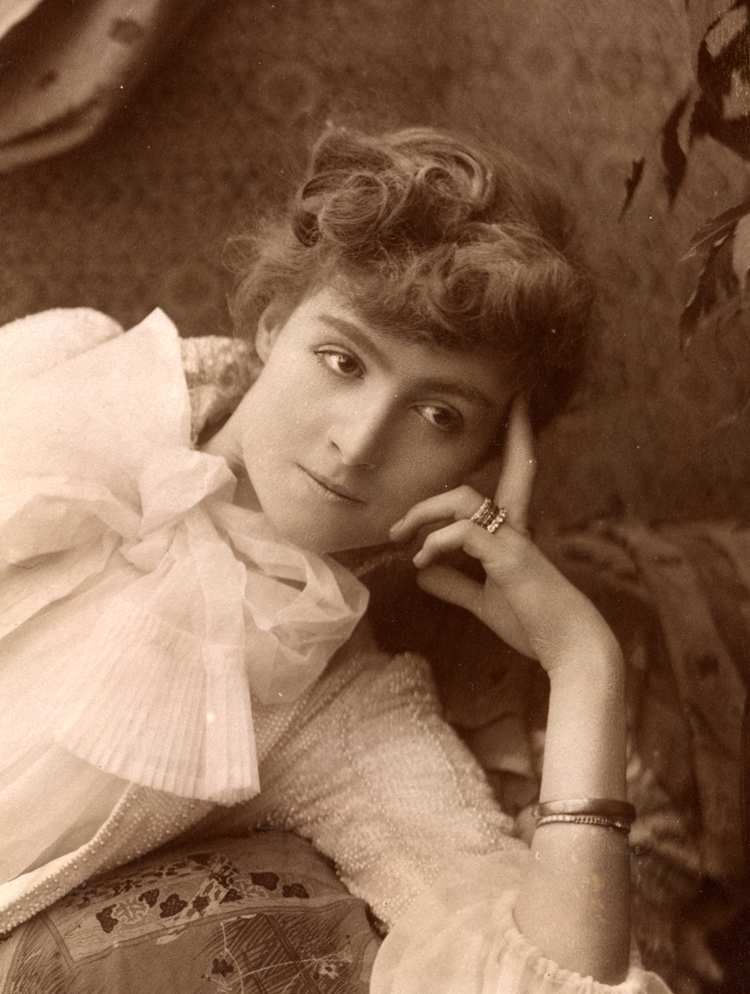
Фото, 1887 год
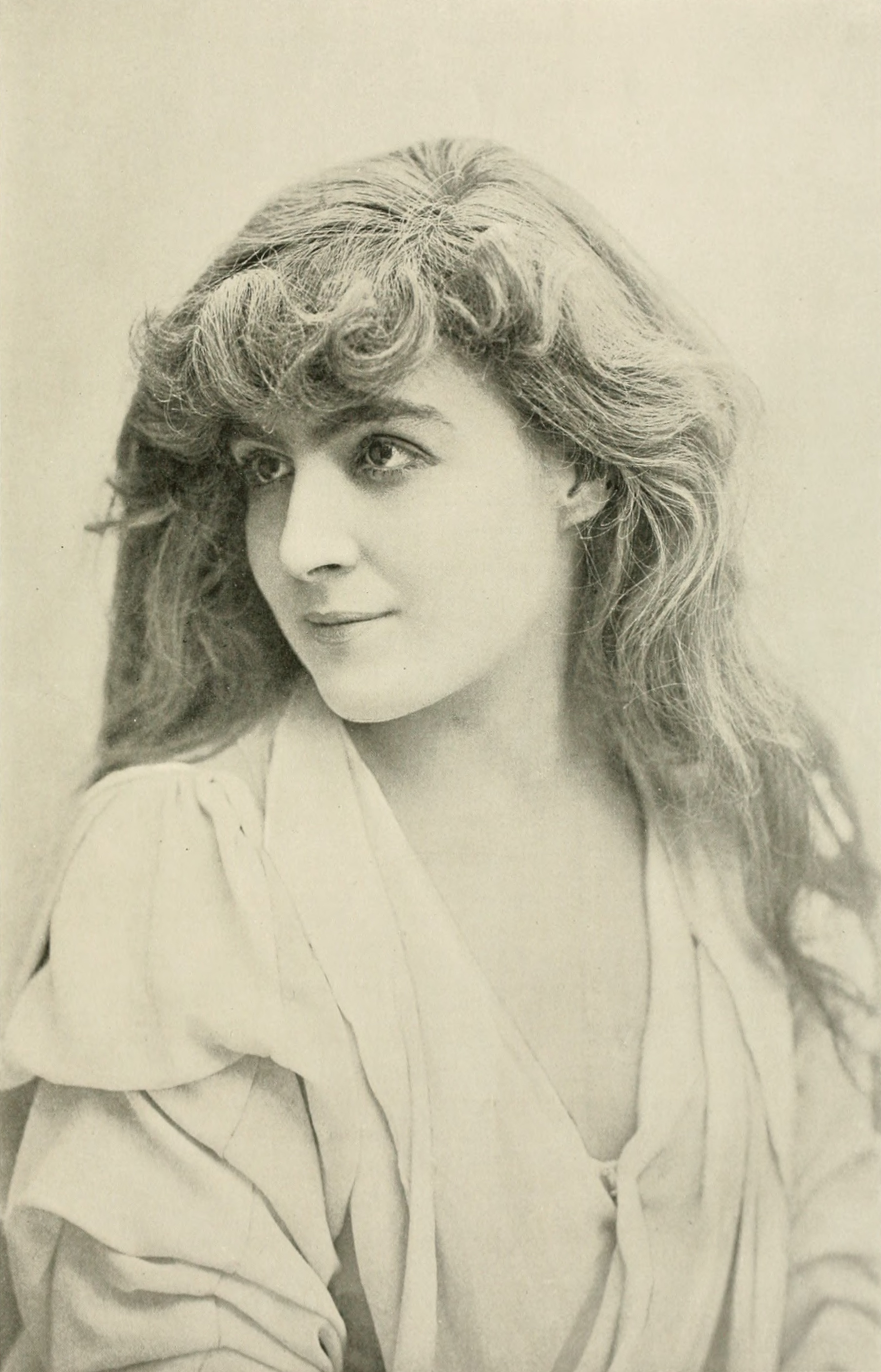
Фото, 1894 год